# 시라니 다케시

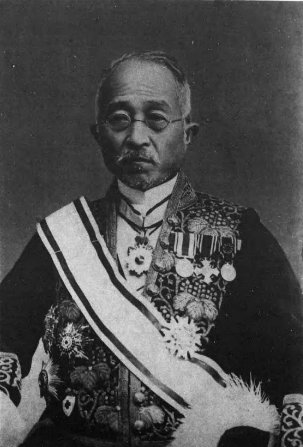
시라니 다케시

시라니 다케시(일본어: 白仁 武 시라니 타케시[*], 1863년 12월 1일 ~ 1941년 4월 20일)는 일본 제국의 관료, 기업인이다. 도치기현지사, 야하타 제철소 장관, 일본우선(郵船) 사장, 내무관료 등을 지냈다.
후쿠오카에서 학교를 다니다 1890년 7월 도쿄 제국대학 법과대학 정치학과를 졸업했다. 같은해 7월부터 내무성 회계국에서 일했다. 같은해 11월 현치국근무관을 맡았으며, 그 뒤로 내무성 참사관, 홋카이도 도청 참사관, 내무부 군치과장, 내무부 지리과장, 문부서기관, 척식무서기관, 내무사무관, 내무서기관, 대신관방 홋카이도 과장, 내무성 신사국장 겸 총무부 홋카이도 과장 등을 지냈다. 1904년 1월 도치기 현지사로 임명되었으며, 1906년 8월 문부성 보통학무국장으로 옮겨갔다. 이후 간토 도독부 민정장관, 내각 척식국 장관, 1922년부터 1924년까지는 야하타 제철소 장관 등을 맡았다.
공직에서 물러난 뒤 일본우선의 사장이 되었으며, 1929년까지 사장 자리를 맡았다.